# Joji
George Kusunoki Miller (ジョージ・楠木・ミラー, Jōji Kusunoki Mirā, Prefectura de Osaka, 16 de septiembre de 1993), conocido por su nombre artístico Joji y anteriormente como Filthy Frank (o Pink Guy) es un cantautor, músico, productor, actor, expersonalidad de Internet y YouTuber nipo-australiano.
El comienzo de Miller como una celebridad comenzó en sus ya abandonados canales de YouTube: DizastaMusic, TooDamnFilthy y TVFilthyFrank, que consistían en canciones de rap, discursos, desafíos extremos, actuaciones de ukelele y un programa de humor negro y escatológico titulado The Filthy Frank Show, con la mayoría de los personajes principales interpretados por él mismo. Para complementar su canal TVFilthyFrank, Miller produjo música hip hop bajo su alias Pink Guy, que también es un personaje recurrente que usa un zentai rosado en The Filthy Frank Show, con sus canciones en el programa y su discografía que abarca dos proyectos de larga duración y una obra de teatro ampliada. Los videos de Miller tuvieron un gran impacto, incluyendo el inicio de una moda de danza viral conocida como el Harlem Shake, que lo hizo directamente responsable del debut de la canción "Harlem Shake" de Baauer en el Billboard Hot 100. Muchas personalidades de YouTube han hecho apariciones importantes o cameo en The Filthy Frank Show, incluyendo h3h3Productions, iDubbbz, JonTron, Michael Stevens, y PewDiePie.
El 29 de diciembre de 2017, Miller declaró en Twitter que se retiraría de YouTube para centrarse en su carrera musical, bajo el nombre de Joji, produciendo música más auténtica y seria, lanzando el EP In Tongues el 3 de noviembre de ese mismo año, que alcanzó el número 58 en el Billboard 200.
Meses después, Miller lanzó los sencillos YEAH RIGHT y SLOW DANCING IN THE DARK. El 26 de octubre de 2018 lanzaría su Album de estudio debut BALLADS 1, que debutó número 1 en la lista de éxitos de Billboard en R&B y hip-hop.Dos años después, el 25 de septiembre de 2020, lanza su segundo álbum de estudio, Nectar. 
Un año después, Riley McDonough, un conocido letrista y cantautor, se contactó con Miller y le mostró una nota de voz de una canción que llevaba realizando por dos años, titulada Glimpse of Us, que estaba dedicada a la cantante Christina Grimmie. La canción se lanzó el 10 de junio de 2022 por motivo del sexto aniversario de la muerte de Grimmie y pronto debutó en la posición número 10 de la lista del Billboard Hot 100, consiguiendo más de 18.3 millones de reproducciones en su primera semana, convirtiéndose en una de las canciones más populares de todos los tiempos.

## Biografía
George Kusunoki Miller nació el 16 de septiembre de 1993 en Osaka, Japón. Asistió a una escuela internacional, la Academia Canadiense, en Kobe, Japón, donde se graduó en 2012. A los 18 años, dejó Japón y viajó a los Estados Unidos. Es de ascendencia japonesa por parte de su madre y australiana por parte de su padre.
Miller intentó mantener su privacidad, como por ejemplo borrando el video FILTHY FRANK EXPOSES HIMSELF, en el que explicaba que era un estudiante universitario de 20 años en Brooklyn, Nueva York, y que no quería revelar información personal por temor a no poder conseguir un trabajo más adelante debido a la naturaleza de su programa.

## Discografía

### Como Pink Guy
- Pink Guy (2014)
- Pink Season (2017)
- Pink Season: The Prophecy (2017)

### Como Joji
- In Tongues (2017)
- Ballads 1 (2018)
- Nectar (2020)
- Smithereens (2022)

## Videos

### Música lanzada en Youtube
| Año      | Título                                                                    | Visitas | Channel       |
| -------- | ------------------------------------------------------------------------- | ------- | ------------- |
| 2011     | "Who's The Sucker (Gangster Rap)"                                         | 0.5 M   | DizastaMusic  |
| 2012     | "Some Shit"                                                               | 0.5 M   | DizastaMusic  |
| 2013     | "Big Mama"                                                                | 1 M     | DizastaMusic  |
| 2013     | "Took It In The Bottom (Drake Parody)"                                    | 0.8 M   | DizastaMusic  |
| 2013     | "Frank Says"                                                              | 1.6 M   | DizastaMusic  |
| 2013     | "Dick Pays Rent"                                                          | 1.4 M   | DizastaMusic  |
| 2013     | "Do The Salamander"                                                       | 2.1 M   | DizastaMusic  |
| 2013     | "Loser"                                                                   | 1.1 M   | TVFilthyFrank |
| 2013     | "Pussy Doe"                                                               | 0.4 M   | TVFilthyFrank |
| 2013     | "Lady's Man"                                                              | 0.6 M   | TVFilthyFrank |
| 2013     | "Anal Beads (ft. Black Friend)"                                           | 0.4 M   | TVFilthyFrank |
| 2013     | "Anal Beads (Full Version)"                                               | 1 M     | TVFilthyFrank |
| 2013     | "Douchebag"                                                               | 0.4 M   | TVFilthyFrank |
| 2013     | "Ramen King"                                                              | 9.7 M   | TVFilthyFrank |
| 2013     | "Dick Pays Rent (ft. Pink Guy)"                                           | 1.5 M   | TVFilthyFrank |
| 2013     | "Animal Man"                                                              | 1.8 M   | TVFilthyFrank |
| 2013     | "Bitches Ain't Shit (Ukelele Cover)"                                      | 8.6 M   | TVFilthyFrank |
| 2013     | "Pink Guy Raps Tweets"                                                    | 2.2 M   | TVFilthyFrank |
| 2013     | "Do The Salamander Song"                                                  | 0.6 M   | TVFilthyFrank |
| 2013     | "Erectile Dysfunction"                                                    | 1.7 M   | TVFilthyFrank |
| 2013     | "Erectile Dysfunction Beat"                                               | 0.9 M   | TVFilthyFrank |
| 2013     | "Balls"                                                                   | 1 M     | TVFilthyFrank |
| 2013     | "Watermelon Pussy"                                                        | 0.8 M   | TVFilthyFrank |
| 2014     | "Weird McDonald's Rap"                                                    | 2.7 M   | TVFilthyFrank |
| 2014     | "Friendzone"                                                              | 6.5 M   | TVFilthyFrank |
| 2014     | "jungle boy"                                                              | 1 M     | TVFilthyFrank |
| 2014     | "In Da Whomb"                                                             | 0.6 M   | TVFilthyFrank |
| 2014     | "Gibe De Pusi b0ss (10 Minute Version)"                                   | 3.0 M   | TVFilthyFrank |
| 2014     | "Pink Guy (Full Album)"                                                   | 11 M    | TVFilthyFrank |
| 2014     | "Kill Yourself"                                                           | 24.5 M  | TVFilthyFrank |
| 2014     | "Pink Guy Raps Tweets"                                                    | 2.7 M   | TVFilthyFrank |
| 2014     | "Balls in My Face"                                                        | 2.9 M   | TVFilthyFrank |
| 2014     | "Balls In My Face (Free Download)"                                        | 0.6 M   | TVFilthyFrank |
| 2014     | "Takoyaki"                                                                | 2.4 M   | TVFilthyFrank |
| 2014     | "Let It Go (Frozen Cover)"                                                | 5.5 M   | TVFilthyFrank |
| 2014     | "Peanut Butter"                                                           | 3.2 M   | TVFilthyFrank |
| 2014     | "Weeaboo Song"                                                            | 8.6 M   | TVFilthyFrank |
| 2014     | "I Eat Ass"                                                               | 4.8 M   | TVFilthyFrank |
| 2014     | "Mom's Spagget"                                                           | 1.0 M   | TooDamnFilthy |
| 2014     | "Real Hip Hop"                                                            | 4.0 M   | TooDamnFilthy |
| 2015     | "Stir Fry"                                                                | 6.3 M   | TVFilthyFrank |
| 2015     | "Porn Title Rap"                                                          | 10.7 M  | TVFilthyFrank |
| 2015     | "Trap Dumplings"                                                          | 10.7 M  | TVFilthyFrank |
| 2015     | "Rice Balls"                                                              | 18.3 M  | TVFilthyFrank |
| 2015     | "Guy Fieri takes you to FLAVORTOWN"                                       | 1.9 M   | TooDamnFilthy |
| 2015     | "pinkomega - wefllagn.ii ５"                                              | 0.8 M   | PinkOmega     |
| 2016     | "Fried Noodles"                                                           | 17.7 M  | TVFilthyFrank |
| 2016     | "Pink Life"                                                               | 12.3 M  | TVFilthyFrank |
| 2016     | "STFU"                                                                    | 89 M    | TVFilthyFrank |
| 2016     | "Official Donald Trump Anthem"                                            | 6.4 M   | TVFilthyFrank |
| 2016     | "Teriyaki God"                                                            | 9.4 M   | TVFilthyFrank |
| 2016     | "Hood Rich" w/ Getter DJ X Nick Colletti                                  | 12.9 M  | TVFilthyFrank |
| 2016     | "Rice Muffin Burgers"                                                     | 0.7 M   | TooDamnFilthy |
| 2016     | "Hand On My Gat"                                                          | 1.9 M   | TooDamnFilthy |
| 2016     | "Furr"                                                                    | 4.0 M   | TooDamnFilthy |
| 2016     | "A True Friend"                                                           | 13.0 M  | TooDamnFilthy |
| 2016     | "nobody likes you"                                                        | 2.4 M   | TooDamnFilthy |
| 2017     | "Pink Season (Album Completo)"                                            | 8.5 M   | TVFilthyFrank |
| 2017     | "Nickelodeon Girls"                                                       | 10 M    | TVFilthyFrank |
| 2017     | "Pink Season: The Prophecy" w/ Getter DJ, Borgore, Axel Boy, & TastyTreat | 9.6 M   | TVFilthyFrank |
| 2017     | "Falcon Punch"                                                            | 4.0 M   | TVFilthyFrank |
| 2017     | "Asian Pizza"                                                             | 6.9 M   | TVFilthyFrank |
| 2017     | "Be Inspired"                                                             | 0.5 M   | TooDamnFilthy |
| 2017     | "Goofy's Trial"                                                           | 2.5 M   | TooDamnFilthy |
| 2017     | "Help"                                                                    | 9.6 M   | TooDamnFilthy |
| 2017     | "We Fall Again"                                                           | 1.7 M   | TooDamnFilthy |
| 2017     | "Club Banger 3000"                                                        | 0.8 M   | TooDamnFilthy |
| 2017     | "High School Blink193"                                                    | 1.0 M   | TooDamnFilthy |
| 2017     | "Rice Balls'                                                              | 1.9 M   | TooDamnFilthy |
| 2017     | "Dog Festival Directions"                                                 | 0.5 M   | TooDamnFilthy |
| 2017     | "Dumplings"                                                               | 3.1 M   | TooDamnFilthy |
| 2017     | "d i c c w e t t 1"                                                       | 0.5 M   | TooDamnFilthy |
| 2017     | "Meme Machine"                                                            | 4.0 M   | TooDamnFilthy |
| 2017     | "Hand On My Gat"                                                          | 0.5 M   | TooDamnFilthy |
| 2017     | "I Do It For My Hood"                                                     | 0.7 M   | TooDamnFilthy |
| 2017     | "Fried Noodles"                                                           | 2.8 M   | TooDamnFilthy |
| 2017     | "Furr"                                                                    | 0.6 M   | TooDamnFilthy |
| 2017     | "I Will Get A Vasectomy"                                                  | 1.0 M   | TooDamnFilthy |
| 2017     | "Young Thug Diss"                                                         | 0.4 M   | TooDamnFilthy |
| 2017     | "Pink Life"                                                               | 1.9 M   | TooDamnFilthy |
| 2017     | "Small D*ck"                                                              | 0.8 M   | TooDamnFilthy |
| 2017     | "Hentai"                                                                  | 1.6 M   | TooDamnFilthy |
| 2017     | "Flex Like David Icke"                                                    | 0.9 M   | TooDamnFilthy |
| 2017     | "Gays 4 Donald Trump"                                                     | 1.5 M   | TooDamnFilthy |
| 2017     | "SMD"                                                                     | 1.5 M   | TooDamnFilthy |
| 2017     | "Dora The Explora"                                                        | 3.0 M   | TooDamnFilthy |
| 2017     | "セックス大好き"                                                          | 2.8 M   | TooDamnFilthy |
| 2017     | "Uber Pussy"                                                              | 0.6 M   | TooDamnFilthy |
| 2017     | Yeah Right                                                                | 91.8 M  | TooDamnFilthy |
| 2017     | "She's So Nice"                                                           | 6.0 M   | TooDamnFilthy |
| 2017     | "Please Stop Calling Me Gay"                                              | 2.3 M   | TooDamnFilthy |
| 2017     | "STFU"                                                                    | 3.0 M   | TooDamnFilthy |
| 2017     | "Nickelodeon Girls"                                                       | 7.0 M   | TooDamnFilthy |
| 2017     | "I Have A Gun"                                                            | 0.9 M   | TooDamnFilthy |
| 2017     | "Hot Nickel Ball On A P*ssy"                                              | 0.8 M   | TooDamnFilthy |
| 2017     | "Are You Serious"                                                         | 3.4 M   | TooDamnFilthy |
| 2017     | "Soulja Gonna Win/ F*ck Breezy"                                           | 1.6 M   | TooDamnFilthy |
| 2018     | "Slow Dancing In The Dark"                                                | 428 M   | 88rising      |
| 2019     | “Sanctuary"                                                               | 54.6 M  | 88rising      |
| 2020     | “Run"                                                                     | 37.7 M  | 88rising      |
| 2020     | “Gimme Love"                                                              | 45.2M   | 88rising      |
| 2020     | "Tick Tock"                                                               | 12 M    | 88rising      |
| 2022     | "Glimpse of Us"                                                           | 72 M    | 88rising      |
| 2022     | "YUKON"                                                                   | 7.6 M   | 88rising      |
| 2022     | "Die For You"                                                             | 15 M    | 88rising      |
| Total    | Total                                                                     | 487.2 M | 487.2 M       |
| Subtotal | Subtotal                                                                  | 8.6 M   | DizastaMusic  |
| Subtotal | Subtotal                                                                  | 301 M   | TVFilthyFrank |
| Subtotal | Subtotal                                                                  | 67.5 M  | TooDamnFilthy |